# مارغريت فاس-هارديغر
مارغريت فاس-هارديغر (وُلدت في 20 فبراير عام 1882 في بيرن وتوفيت في 23 سبتمبر عام 1963 في مينوسيو)، ناشطة سويسرية في مجال حقوق المرأة، وعضو في اتحاد العمال وشخصية بارزة في حركة النساء العاملات السويسريات في بداية القرن العشرين. شهدت فترة قيادتها اكتساب حركة النساء العاملات السويسريات صورة سياسية ونسوية. جعلت فاس-هارديغر قضية حق المرأة في التصويت جزءًا من برنامج نقابة العمال في سويسرا، بالإضافة إلى تأمينات الأمومة وأن يكون التدبير المنزلي عملًا مأجورًا.

## سيرتها الذاتية

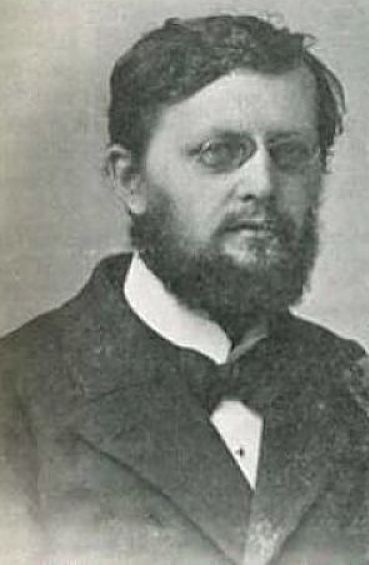
فريتز بروباخر

تدربت مارغريت هارديغر كعاملة في مقسم الهاتف وحصلت على شهادة ماتورا في وقت لاحق بدعم من زوجها المحامي أوغست فاس. تزوجت من فاس عام 1903 وأنجبت منه فتاتين، أولغا وليزا، وتطلقت منه في عام 1912. في عام 1916، ساكنت النجار الألماني هانز برونر.
في عام 1903، شاركت هارديغر في تأسيس نقابة عمال الغزل والنسيج في سويسرا. وفي عام 1905، أصبحت أول سكرتيرة عاملة في الاتحاد السويسري لنقابات العمال (SGB)، وتركت كلية الحقوق لتحصل على هذا المنصب. أسست عدة أقسام لنقابة العمال والجمعية التعاونية للمستهلكين، إضافةً إلى الصحف النسائية داي فوركامبفرين وليكسبلويتيه. في عام 1909، تم إلغاء مذهب النقابية والمذهب المناهض للحروب من SGB بعد استمرار الخلافات السياسية مع قيادة الاتحاد.
بعد أن استقالت هارديغر من الاتحاد السويسري لنقابات العمال، ركزت على عملها في الاتحاد الاشتراكي الذي شاركت في تأسيسه مع غوستاف لانداور في عام 1908، إضافةً إلى المجلة التابعة له «ذا شوسياليست». قامت بحملة للتشجيع على استخدام وسائل منع الحمل، واعتُقلت في فاليز بتهمة «نشر الثقافات غير الأخلاقية». لكن دعمها لحقوق المرأة ولحركة الحب الحر كان سببًا في نشوء خلاف بينها وبين لانداور. بعد إدانتها بتقديم شهادة زور عن إرنست فريك في عام 1913، طُردت لانداور من الاتحاد الاشتراكي. في عام 1915، أُدينت مرة أخرى وحُكم عليها بالسجن لمدة عام، لأنها ساعدت بتشريع عمليات الإجهاض.
بعد ذلك، ركزت هارديغر بشكل أساسي على فكرة الحب الحر. في عام 1919، أسست كميونة ريفية في هرليبرغ بالقرب من زيورخ، وأسست في عام 1920 الفلانستير «فيلينو غرازييلا» في مينوسيو، بالقرب من مدينة لوكارنو في أسكونا ومستوطنة مونتي فيريتا للفنانين. فشل كلا المشروعين في النهاية بسبب نقص التمويل والخلافات الداخلية. واصلت هارديغر العمل في شركة عائلية مع هانز برونر، الذي تزوجته في عام 1950.